# Кларк, Марджори
Ма́рджори Рис Кларк (англ. Marjorie Rees Clark; 6 ноября 1909, Бюлвер — 15 июня 1993, Питермарицбург) — южноафриканская легкоатлетка. На Олимпиаде 1932 года в Лос-Анджелесе завоевала бронзовую медаль на дистанции 80 метров с барьерами с результатом 11.8, заняла 5-е место в прыжках в высоту и выступила на дистанции 100 метров, где дошла до полуфинала. Победительница Игр Британской империи 1934 года в беге на 80 метров с/б и в прыжках в высоту.
Выступала на олимпийских играх 1928 года в качестве первой женщины-олимпийца от ЮАР. На этих играх она вступала в прыжках в высоту, где заняла 5-е место с результатом 1,48 м, и в беге на 100 метров, где не смогла выйти в финал.